# Tuochuan (sockenhuvudort i Kina, Jiangxi Sheng, lat 29,52, long 117,82)
Tuochuan är en sockenhuvudort i Kina. Den ligger i provinsen Jiangxi, i den sydöstra delen av landet, omkring 210 kilometer nordost om provinshuvudstaden Nanchang. Antalet invånare är 6 199. Befolkningen består av 2 949 kvinnor och 3 250 män. Barn under 15 år utgör 19,0 %, vuxna 15-64 år 72 %, och äldre över 65 år 8,0 %.
Runt Tuochuan är det ganska tätbefolkat, med 104 invånare per kvadratkilometer. Närmaste större samhälle är Qinghua, 11,8 km söder om Tuochuan. I omgivningarna runt Tuochuan växer i huvudsak blandskog.
Genomsnittlig årsnederbörd är 2 672 millimeter. Den regnigaste månaden är juni, med i genomsnitt 444 mm nederbörd, och den torraste är oktober, med 51 mm nederbörd.